# Ali Arsalan
Ali Arsalan (pers. علي ارسلان; ur. 8 maja 1995) – irański, a od 2022 roku serbski zapaśnik walczący w stylu klasycznym. Mistrz świata w 2022; trzeci w 2023 i 2024. Brązowy medalista mistrzostw Europy w 2022 i mistrzostw Azji w 2017. Trzeci w Pucharze Świata w 2017. Mistrz Azji juniorów w 2014 i 2015 roku.